# Marcelo Otero
Marcelo Alejandro Otero Larzábal, né le 14 avril 1971 à Montevideo, est un footballeur uruguayen.

## Biographie
En tant qu'attaquant, Marcelo Otero fut international uruguayen à 25 reprises (1994-2000) pour 10 buts.
Sa première sélection date du 19 octobre 1994 à Lima contre le Pérou, qui se solda par une victoire uruguayenne (1-0).
Il participa à la Copa América 1995, où il inscrit trois buts dans le tournoi (un contre le Venezuela, un contre la Bolivie et un contre la Colombie). Il remporta ce tournoi.
Sa dernière sélection fut honorée le 15 août 2000, à Bogota, contre la Colombie, qui se solda par une défaite (0-1).
Il joua dans des clubs uruguayens (Rampla Juniors Fútbol Club, Club Atlético Peñarol et Centro Atlético Fénix), italiens (Vicenza Calcio), espagnols (FC Séville) et argentins (CA Colón de Santa Fe), remportant une D2 uruguayenne, trois D1 uruguayennes, une coupe d'Italie et une D2 espagnole.

## Clubs
- 1990-1992 :  Rampla Juniors Fútbol Club
- 1992-1995 :  Club Atlético Peñarol
- 1995-1999 :  Vicenza Calcio
- 1999-2001 :  FC Séville
- 2001-2002 :  CA Colón de Santa Fe
- 2003 :  Centro Atlético Fénix

## Palmarès
- Championnat d'Uruguay de football D2

- - Champion en 1992
- Championnat d'Uruguay de football
  - Champion en 1993, en 1994 et en 1995
- Championnat d'Espagne de football D2
  - Champion en 2001
- Coupe d'Italie de football
  - Vainqueur en 1997
- Copa América
  - Vainqueur en 1995